# Calçudo-de-cauda-comprida
Calçadinho-safira ou calçudo-de-cauda-comprida (Eriocnemis luciani) é uma espécie de beija-flor nos "brilhantes", tribo Heliantheini na subfamília Lesbiinae . Pode ser encontrada na Colômbia, Equador, Peru e possivelmente na Venezuela.

## Taxonomia e sistemática
O Comitê Ornitológico Internacional (COI) e a taxonomia de Clements reconhecem as seguintes cinco subespécies de puffleg com safira.
- E. l. meridae Schuchmann, Weller, & Heynen (2001)
- E. l. Luciani Bourcier (1847)
- E. l. baptistas Schuchmann, Weller, & Heynen (2001)
- E. l. Catarina Salvin (1897)
- E. l. sapphiropygia Taczanowski (1874)

O Handbook of the Birds of the World da BirdLife International aceita vários estudos do século XXI e trata os dois últimos como membros de uma espécie separada, o puffleg de nuca acobreada ( E. sapphiropygia ). O Comitê de Classificação Sul-Americana (SACC) da Sociedade Ornitológica Americana se recusou a reconhecer essa divisão.
Subespécie E. l. meridae é conhecido apenas a partir do holótipo que foi coletado em 1898, e pode estar extinto.

## Descrição
O puffleg ventilado de safira é 11.4 to 14 cm (4.5 to 5.5 in) comprimento e pesa 5.4 to 6.4 g (0.19 to 0.23 oz). Tem um bico preto reto. O macho da subespécie nomeada tem as partes superiores verdes de grama metálica com uma coroa azul escura brilhante. Suas partes inferiores são principalmente de um verde dourado brilhante com uma abertura roxa brilhante e coberturas inferiores . Suas pernas são brancas e a cauda é profundamente bifurcada e preto-azulada. A fêmea é um pouco menor, com uma cauda bifurcada menos profunda, mas tem a mesma plumagem.
Subespécie E. l. meridae é um verde mais bronzeado do que o nominal, seu queixo esmeralda a dourado, e grande parte da plumagem da cabeça tem franjas de cobre iridescentes. E. l. baptistae é um verde bronzeado ainda mais profundo do que meridae. E. l. catharina tem as partes superiores como a nomeada, mas sem a coroa azul. A barriga do macho é mais azul e o centro da barriga da fêmea é esbranquiçado. E. l. sapphiropygia é um verde mais claro que o nominado, não tem a coroa azul do nominado e tem um tom bronzeado ou acobreado na parte traseira da coroa.

## Distribuição e habitat
As subespécies de puffleg com safira são encontradas assim (mas veja o texto abaixo):
- E. l. meridae, Paramo Conejos no estado de Mérida, no oeste da Venezuela
- E. l. luciani, os Andes do Departamento de Nariño no sudoeste da Colômbia ao sul através do oeste do Equador até a província de Cotopaxi
- E. l. baptistae, Andes do Equador central da província de Chimborazo para a província de Azuay
- E. l. catharina, o vale do rio Utcubamba dos Andes orientais do norte do Peru
- E. l. sapphiropygia, os Andes orientais do centro e sul do Peru do Departamento de La Libertad ao Departamento de Puno

Porque E. l. meridae é conhecido apenas a partir de um único espécime do século XIX e pode estar extinto, o SACC não inclui a Venezuela na área de distribuição da espécie. O SACC também observa que a espécie foi registrada como hipotética (sem "evidência tangível") na Bolívia. Existem várias lacunas na distribuição ao longo dos Andes que não foram explicadas.
O puffleg ventilado por safira habita a floresta montanhosa úmida, especialmente a floresta élfica e as florestas de Polylepis, e também é encontrada em páramo escovado. No Equador varia entre 2,700 and 3,700 m (8,900 and 12,100 ft) de elevação, mas ocorre principalmente abaixo de 3,400 m (11,200 ft) . No Peru ocorre entre 2,400 and 3,500 m (7,900 and 11,500 ft).

## Comportamento
O puffleg com abertura de safira procura néctar em níveis baixos, onde se agarra às flores de arbustos e plantas do sub-bosque. Foi documentada a alimentação de visco e também de plantas dos gêneros Barnadesia, Embothrium, Bomarea e Siphocampylus. Também se alimenta de pequenos insetos como outros beija-flores.
Pouco se sabe sobre a fenologia reprodutiva do puffleg ventilado com safira. O ninho descrito era feito de musgo, líquen, folhas de samambaia e teia de aranha e foi pendurado em um galho fino na grama densa. Continha dois ovos brancos.
O chamado do puffleg com safira é descrito como um "sharp tirr tirr ".

## Status
A IUCN segue a taxonomia HBW e, portanto, avalia os pufflegs com safira e "cobre-naped" separadamente. Ambos são avaliados como sendo de menor preocupação. Seus tamanhos populacionais não são conhecidos, mas acredita-se que sejam estáveis. Nenhuma ameaça específica foi identificada. A espécie é descrita de várias maneiras como incomum para localmente muito comum, e "a atividade [humana] tem pouco efeito direto de curto prazo no Puffleg de safira, além dos efeitos locais da destruição do habitat".